# Чуйський степ

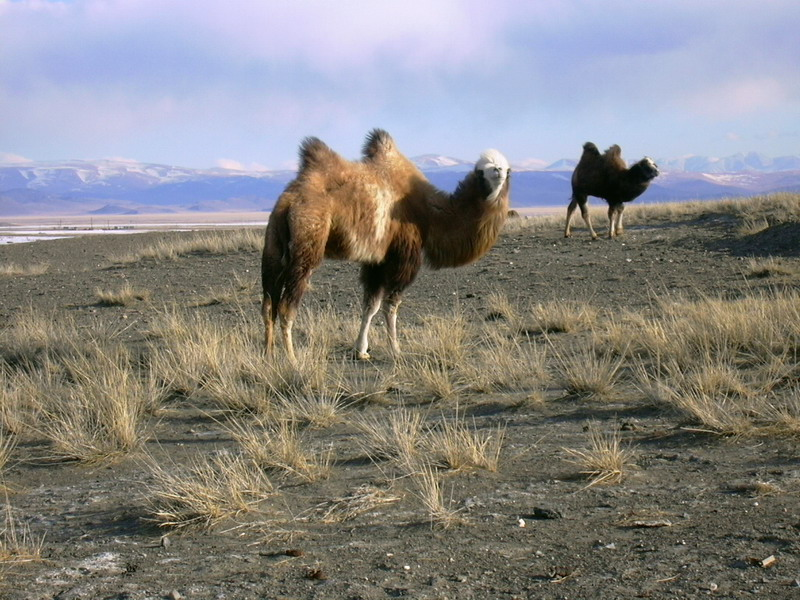
Верблюди в Чуйському степу

49°55′ пн. ш. 88°30′ сх. д. / 49.917° пн. ш. 88.500° сх. д.
Чуйський степ — міжгірська улоговина на південному сході Алтаю у верхній течії річки Чуя. Довжина улоговини — 70 км, ширина — 30-40 км. Дно улоговини увігнуто і знаходиться на висотах 1850-1750 м над рівнем моря. Переважають напівпустелі. Улоговина складена льодовиковими і озерно-річковими відкладеннями. Чуйський степ з усіх боків обмежено гірськими хребтами: Курайським на півночі, Північно-Чуйським і Південно-Чуйським хребтами на заході, плато Сайлюгем на півдні і хребтом Чихачева на сході.
У Чуйському степу знаходиться село Кош-Агач — районний центр Кош-Агацького району Республіки Алтай. Через степ проходить федеральна траса М-52 «Чуйський тракт».